# Mensa Argentina
Mensa Argentina es una asociación civil sin fines de lucro fundada en 1996. Es la sede local de Mensa International en Argentina, una organización mundial dedicada a identificar y reunir a personas con un alto coeficiente intelectual (CI).

## Historia
La historia nace en 1978 cuando Nora Fermenia, por carta, resuelve el test de admisión y Mensa Internacional la designa presidenta local, al ser la primera miembro del país. Como asociación Civil, Mensa Argentina fue fundada en 1996 como parte de la expansión internacional de Mensa.

En el 2023 por primera vez en la organización, una mujer María Gabelloni, lidera la comisión directiva.

## Organización
Mensa Argentina cuenta con más de 500 miembros organizados principalmente en cuatro regionales:
- Mendoza
- Rosario[8]
- Córdoba
- Buenos Aires

La asociación está dirigida por una Comisión Directiva, cuyos miembros son elegidos por los socios de acuerdo con los estatutos de la organización.

## Objetivos
Los propósitos de Mensa Argentina, alineados con los de Mensa International, son:
- Identificar y fomentar la inteligencia humana para el beneficio de la humanidad: Se logra principalmente a través de los Tests de Admisión.
- Fomentar la investigación sobre la naturaleza, características y usos de la inteligencia: Mensa Argentina colabora con investigadores y cuenta con una secretaría de investigación propia.
- Proporcionar un entorno intelectual y social estimulante para sus miembros: Se realiza a través de diversas actividades y grupos de interés especial.

## Membresía

### Test de Admisión
Para unirse a Mensa Argentina, los candidatos deben realizar un test de inteligencia aprobado por Mensa y obtener una puntuación que los sitúe en el 2% superior de la población general.

El proceso de admisión en Argentina incluye:
- Tests presenciales y colectivos en las regionales.
- Disponible para mayores de 14 años (los menores de 18 deben asistir con autorización parental).
- Inscripción previa a través del sitio web oficial.

Mensa Argentina recomienda realizar pruebas orientativas en línea, como las ofrecidas por Mensa Noruega y Mensa Dinamarca, para familiarizarse con el formato del examen.
El examen de Mensa se basa en pruebas de razonamiento no verbal, lo que significa que no evalúa conocimientos adquiridos sino la capacidad de reconocer patrones y resolver problemas lógicos

## Actividades
Mensa Argentina ofrece diversas actividades para sus miembros, incluyendo:
- Espacios virtuales para discusiones e intercambio de ideas.
- Encuentros Nacionales anuales con talleres, charlas y actividades recreativas.
- SIGs (Special Interest Groups) en áreas como ciencia, juegos de mesa, arte, tecnología y política.
- Actividades Culturales como charlas, debates y conferencias.
- Intercambio Internacional con participación en eventos de Mensa International.
- Salidas sociales para fomentar la interacción entre miembros.

Los socios de Mensa Argentina participan activamente en diversas actividades que estimulan su intelecto y fomentan la socialización. Por ejemplo, organizan debates sobre temas de actualidad, realizan torneos de juegos de estrategia, y participan en proyectos de investigación

## Investigación
Mensa Argentina colabora con investigadores interesados en estudiar las altas capacidades intelectuales. La asociación cuenta con una Comisión de Investigación que realiza estudios sobre las características comunes de sus miembros y las percepciones sociales sobre la inteligencia.
Algunos estudios han explorado la relación entre la alta inteligencia y factores como la creatividad, la empatía y el éxito profesional. Estos estudios contribuyen a una comprensión más amplia de la inteligencia y sus implicaciones en diversos aspectos de la vida.

## Convenios y colaboraciones
Mensa Argentina mantiene convenios con universidades y otras entidades para promover el estudio y la comprensión de las altas capacidades intelectuales

## Impacto social
La presencia de Mensa en Argentina ha contribuido a generar conciencia sobre las altas capacidades intelectuales y a desmitificar ciertos estereotipos asociados con la inteligencia. La organización ha sido objeto de interés mediático, lo que ha ayudado a difundir información sobre la diversidad cognitiva y la importancia de fomentar el potencial intelectual en la sociedad